# Huff-Daland TW-5
El Huff-Daland TW-5 (Tipo XV Entrenador refrigerado por Agua (Training Water-cooled)) fue un entrenador biplano diseñado por la Huff-Daland Aero Corporation a principios de los años 20 del siglo XX, para el Servicio Aéreo del Ejército de los Estados Unidos.

## Diseño y desarrollo
Desarrollo del TA-6, que asimismo era el único TA-2 remotorizado posteriormente con un motor refrigerado por aire Lawrence J-1 de 220 hp. El Servicio Aéreo del Ejército de Estados Unidos encargó cinco aparatos de similares características al TA-6 con motores Wright-Hispano E2 de 190 hp y designados TW-5 (Trainer Water-cooled, entrenador refrigerado por agua). Dicha remotorización se debió al ahorro en costes que realizó el Ejército al usar motores excedentes. En 1924, el sistema de letras y números fue revisado, y el TW-5 se convirtió en el Entrenador Avanzado (Advanced Trainer) AT-1. Otros diez aparatos fueron construidos posteriormente. En 1927, la Huff-Daland Aero Corporation se convirtió en una división de la Keystone Aircraft Corporation.
Tres aparatos similares al TW-5 se construyeron para la Armada de los Estados Unidos como avión de entrenamiento y observación, con la designación HN-1; además la denominación HN-2 fue para tres unidades semejantes al TA-6, y con la designación HO-1, la Armada usó para tareas de observación tres ejemplares idénticos a los HN-1, con la salvedad de que tenían tren de aterrizaje intercambiable de ruedas o flotadores. Los HN sirvieron como entrenadores en NAS Pensacola hasta su retirada del servicio a mitad de los años 20.

## Variantes

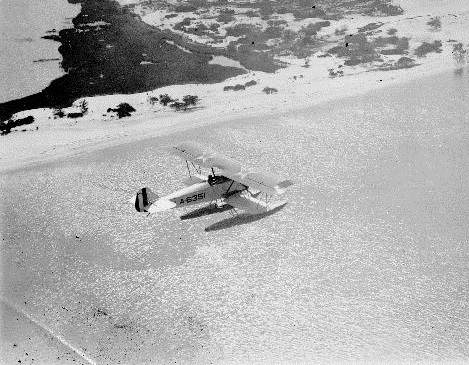
Entrenador de la Armada HN-1.

TA-6
Desarrollo del TA-2. Propulsado por el motor refrigerado por aire Lawrance J-1 de 200 hp, 1 construido.
TW-5
Propulsado por el motor Wright-Hispano 1 de 112 kW (150 hp), 5 construidos. Redesignados AT-1 en 1925.
AT-1
Entrenador Avanzado del Ejército de los Estados Unidos, 10 construidos.
AT-2
Un avión AT-1 probado en una serie de versiones monoplazas y biplazas.
HN-1
Versión del AT-1 para la Armada de los Estados Unidos, equipada con un motor Wright-Hispano E2 de 180 hp, 3 construidos.
HN-2
Versión del AT-1 para la Armada de los Estados Unidos, equipada con un motor Lawrence J-1 de 200 hp, 3 construidos.
HO-1
Versión de observación del HN-1 para la Armada de los Estados Unidos, equipada con un motor Wright-Hispano E2 de 180 hp con tren de aterrizaje intercambiable de ruedas o flotadores, y provisión para montar una ametralladora Lewis de 7,62 mm en la cabina trasera, 3 construidos.

## Operadores
Estados Unidos
- Servicio Aéreo del Ejército de los Estados Unidos
- Armada de los Estados Unidos

## Especificaciones (AT-1)

### Características generales
- Tripulación: Dos
- Longitud: 7,5 m (24,6 ft)
- Envergadura: 9,5 m (31,2 ft)
- Peso vacío: 765,2 kg (1686,5 lb)
- Peso cargado: 1069,6 kg (2357,4 lb)
- Planta motriz: 1× motor lineal V-8 refrigerado por agua Wright Hisso I.
  - Potencia: 112 kW (154 HP; 152 CV)
- Hélices: Bipala de madera y paso fijo

### Rendimiento
- Velocidad máxima operativa (Vno): 180 km/h (112 MPH; 97 kt)

## Aeronaves relacionadas

### Desarrollos relacionados
- Huff-Daland TA-2
- Huff-Daland TA-6

### Secuencias de designación
- Secuencia TA-_ (Entrenador, refrigerado por Aire, del USAAS, 1921-1924): ← TA-3 - TA-4 - TA-5 - TA-6
- Secuencia TW-_ (Entrenador, refrigerado por Agua, del USAAS, 1919-1923): ← TW-2 - TW-3 - TW-4 - TW-5
- Secuencia AT-_ (Entrenador Avanzado del USAAS/USAAC/USAAF, 1925-1948): AT-1 - AT-2 - AT-3 - AT-4 - AT-5 →
- Secuencia H_N (Entrenadores de la Armada estadounidense, 1922-1948 (Huff-Daland, 1922-1927)): HN
- Secuencia H_O (Aviones de Observación de la Armada estadounidense, 1922-1962 (Huff-Daland, 1922-1927)): HO